# لويس فرانسيس سالزمان
لويس فرانسيس سالزمان Louis Francis Salzman (مارس 1878 – أبريل 1971) مؤرخ اقتصادي بريطاني تخصص في فترة العصور الوسطى.
نشر في عام 1913 كتابه الصناعات الإنجليزية في العصور الوسطى. وفي عام 1952 نشر كتابه الأهم توثيق تاريخي للبناء في إنجلترا حتى عام 1540. تتضمن أعماله الأخرى سيرا لهنري الثاني وإدوارد الأول، وكذلك دراسات عامة منها: الحياة الإنجليزية في العصور الوسطى، وإنجلترا في عصر تودور. نال الدكتوراه الفخرية من جامعة سوسكس سنة 1965.